# جوشينكي باندورا
جوشينكي باندورا (باليابانية: 重神機パンドーラ، بالروماجي: Jūshinki Pandōra) هو مسلسل أنمي ياباني-صيني أصلي، من. إخراج شوجي كاواموري ومن إنتاج استوديو ساتلايت، عرض في 4 أبريل عام 2018 واستمر عرضه حتى 26 سبتمبر عام 2018، تكون من 26 حلقة.

## القصة
تدور أحداث القصة في المستقبل في عام 2038، عن انفجار مفاعل نووي في مدينة نيو شيانغ لونغ تسبب في تحويل الحيوانات إلى مخلوقات آلية، والتي أصبحت تهديدًا للإنسانية.

## الشخصيات
ليون لاو (باليابانية: レオン・ラウ، بالروماجي: Reon Rau)
أداء صوتي: تومواكي ماينو
كلو لاو (باليابانية: クロエ・ラウ، بالروماجي: Kuroe Rau)
أداء صوتي: ناو توياما
دوغ هورفات (باليابانية: ダグ・ホーバット، بالروماجي: Dagu Hōbatto)
أداء صوتي: كينجيرو تسودا
كويني يوه (باليابانية: クイニー・ヨウ، بالروماجي: Kuinī Yō)
أداء صوتي: كانا هانازاوا
غرين دين (باليابانية: グレン・ディン، بالروماجي: Guren Din)
أداء صوتي: يوما أوتشيدا
كاين ابراهيم حسن (باليابانية: ケイン・イブラヒーム・ハサン، بالروماجي: Kein Iburahīmu Hasan)
أداء صوتي: أونشو إيشيزوكا (الحلقة1-25)، تيشو غيندا (الحلقة 26)
سيسيل سو (باليابانية: セシル・スー، بالروماجي: Seshiru Sū)
أداء صوتي: آي كايانو
جاي يون (باليابانية: ジェイ・ユン، بالروماجي: Jei Yun)
أداء صوتي: يويتشيرو أوميهارا
مستر غولد / ديفيد كين (باليابانية: Mr.ゴールド / デビット・キン، بالروماجي: Misutā Gōrudo / Debitto Kin)
أداء صوتي: نوبويوكي هياما
سيغ (باليابانية: ジーク، بالروماجي: Jīku)
أداء صوتي: يويتشي ناكامورا
هاو وانغ (باليابانية: ハオ・ワン، بالروماجي: Hao Wan)
أداء صوتي: تاكايوكي كوندو
فاو (باليابانية: フォー، بالروماجي: Fō)
أداء صوتي: كايتو إيشيكاوا
لون وو (باليابانية: ロン・ウー، بالروماجي: Ron Ū)
أداء صوتي: أكيرا إيشيدا
فيونا سو (باليابانية: フィオナ・スー، بالروماجي: Fiona Sū)
أداء صوتي: ماميكو نوتو
إدغار كين (باليابانية: エドガー・キン، بالروماجي: Edogā Kin)
أداء صوتي: جوجي ناكاتا
إيمليا فالي (باليابانية: エミリア・ヴァリ، بالروماجي: Emiria Vari)
أداء صوتي: أسامي سيتو

## وصلات خارجية
- الموقع الرسمي (باليابانية)
- جوشينكي باندورا على موقع IMDb (الإنجليزية)
- جوشينكي باندورا على موقع روتن توميتوز (الإنجليزية)
- جوشينكي باندورا على موقع نتفليكس (الإنجليزية)
- جوشينكي باندورا على موقع قاعدة بيانات الفيلم (الإنجليزية)
- جوشينكي باندورا على موقع ANN anime (الإنجليزية)